# Chiasmodon microcephalus
Chiasmodon microcephalus är en fiskart som beskrevs av Norman 1929. Chiasmodon microcephalus ingår i släktet Chiasmodon och familjen Chiasmodontidae. Inga underarter finns listade i Catalogue of Life.